# Aaron Lynch
Aaron Lynch (Cape Coral, 8 marzo 1993) è un ex giocatore di football americano statunitense che ha militato nel ruolo di linebacker nella National Football League (NFL). Fu scelto nel corso del quinto giro (150º assoluto) del Draft NFL 2014. Al college giocò a football alla University of South Florida.

## Carriera

### San Francisco 49ers
Lynch fu scelto nel corso del quinto giro del Draft 2014 dai San Francisco 49ers. Debuttò come professionista subentrando nella vittoria della settimana 1 contro i Dallas Cowboys e facendo registrare un passaggio deviato. La prima annata si chiuse al terzo posto tra i rookie con 6 sack (leader della squadra assieme ad Ahmad Brooks), oltre a 23 tackle e 4 passaggi deviati, disputando tutte le 16 partite, di cui tre come titolare.
Il 16 luglio 2016, Lynch fu sospeso per le prime quattro partite della stagione per uso di sostanze dopanti.

### Chicago Bears
Nel 2018 Lynch firmò con i Chicago Bears.

## Statistiche
| Partite totali      | 16  |
| Partite da titolare | 3   |
| Tackle totali       | 23  |
| Sack                | 6,0 |
| Intercetti          | 0   |

Statistiche aggiornate alla stagione 2014